# Retuerta del Bullaque
Retuerta del Bullaque este un oraș din Spania, situat în provincia Ciudad Real din comunitatea autonomă Castilia-La Mancha. Are o populație de 1.084 de locuitori.